# پل دوم
پاپ پائول دوم (به انگلیسی: Paul II) (تولد ۲۳ فوریه ۱۴۱۷ - درگذشته ۲۶ ژوئیه ۱۴۷۱)یکی از پاپ‌های کلیسای کاتولیک رم بود که در ونیز به دنیا آمد و از ۱۴۶۴ تا ۱۴۷۱ میلادی پاپ بود.